# San Pietro Infine
San Pietro Infine est une commune d'environ 900 habitants située dans la province de Caserte, dans la région Campanie, en Italie.
Elle fut le lieu de la bataille de San Pietro Infine en décembre 1943, qui fit notamment l'objet du documentaire de John Huston La Bataille de San Pietro (1945).

## Administration
| Période                                  | Période  | Identité          | Étiquette | Qualité |
| ---------------------------------------- | -------- | ----------------- | --------- | ------- |
| 30 mai 2006                              | En cours | Fabio Vecchiarino |           |         |
| Les données manquantes sont à compléter. |          |                   |           |         |

### Hameaux
Annunziata Lunga

### Communes limitrophes
Mignano Monte Lungo, San Vittore del Lazio, Venafro.